# 850e anniversaire de Notre-Dame de Paris
Fondée selon la tradition  en 1163, la cathédrale Notre-Dame de Paris fête son 850e anniversaire du 12 décembre 2012 au 24 novembre 2013.
Placé sous le haut patronage du président de la République française, ainsi que sous le patronage du ministre de la Culture et de la Communication, du maire de Paris et de Jacques Chirac, cet évènement consiste en de nombreuses festivités tout au long de l'année 2013, mais aussi en la réalisation de nombreux projets coordonnés par l'association « Notre-Dame de Paris 2013 », pour un coût total de 6,5 millions d'euros pas encore entièrement financés.

## Les projets de rénovation

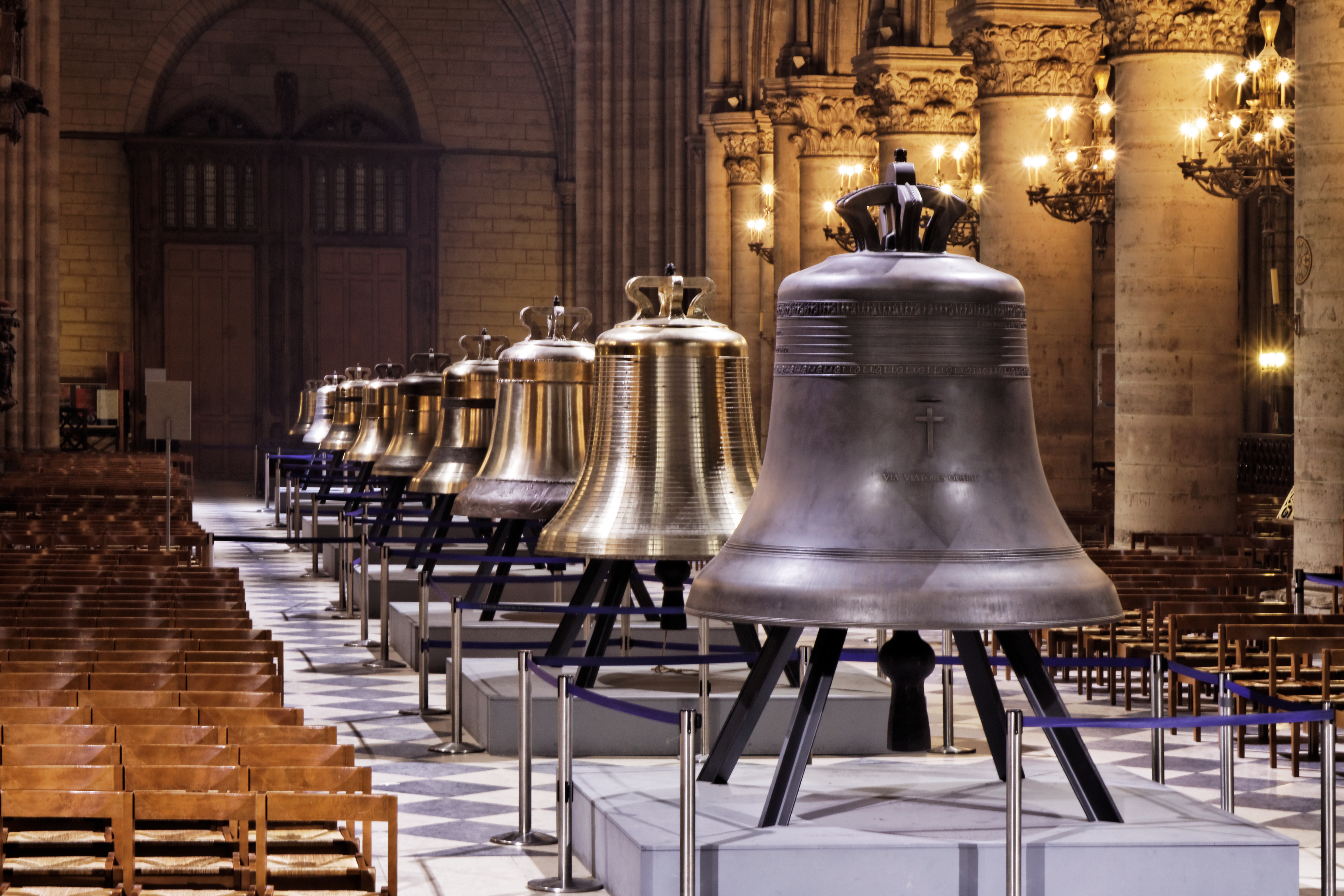
Les nouvelles cloches ; le bourdon Marie est au premier plan.

- La mise en place d'une nouvelle sonnerie par le remplacement des quatre cloches fondues en 1856 lors de la restauration de Viollet-le-Duc, déposées le 20 février 2012 et désormais entreposées. À cet effet un ensemble campanaire de huit nouvelles cloches pour la tour nord a été fabriqué dans la société Cornille-Havard à Villedieu-les-Poêles et la fonte d'un nouveau bourdon pour la tour sud, nommé Marie, a été confiée à la fonderie Royal Eijsbouts aux Pays-Bas[4].
- La création d'une nouvelle muséographie du Trésor de la cathédrale. Les travaux ont été effectués du 9 janvier au 10 février 2012 par la Cathédrale Notre-Dame de Paris et les services de la DRAC Île-de-France.
- La rénovation du Grand Orgue, commencée le 16 janvier 2012. Les travaux s'échelonnent en deux phases : la première consiste en la modification du système informatique installé plus de vingt ans auparavant. La seconde, qui a lieu en 2014, est principalement consacrée au nettoyage des 12 000 tuyaux.
- La rénovation de l'éclairage intérieur, permettant une meilleure circulation au sein de l'édifice et une meilleure lecture de ses décorations intérieures. Les travaux se sont déroulés de novembre 2011 à mars 2012.

## Les projets culturels
- Un colloque scientifique organisé au Collège des Bernardins à partir du 12 décembre 2012. Une trentaine de spécialistes présentent durant quatre jours leurs recherches sur huit siècles et demi d'histoire de Notre-Dame.
- La publication d'un livre d'art exhaustif sur la cathédrale. Il fait partie de la collection "La grâce d'une cathédrale" initiée par la cathédrale de Strasbourg.
- Une saison musicale importante comprenant notamment des concerts-évènements, des créations d'œuvres et des cycles de concerts historiques. Un Jour Mondial de l'Orgue est également prévu le 6 mai 2013. Il rassemble "plus de 850 concerts dans le monde"[5].

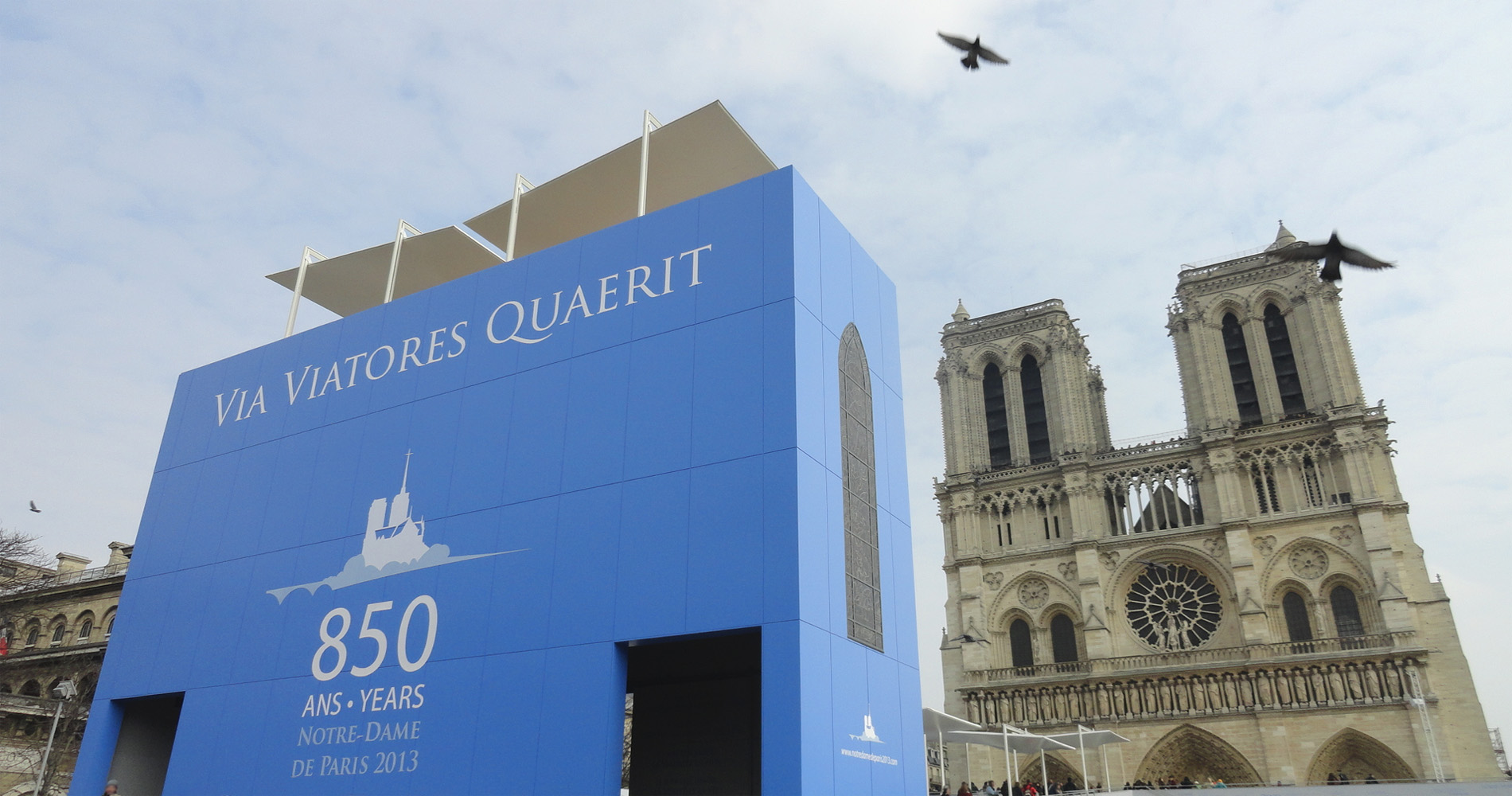
Chemin du Jubilé (2013)

- « Le chemin du Jubilé[6] » sur le parvis permet de redécouvrir la cathédrale : un beffroi bleu met en valeur deux vitraux de 1937 réalisés par Jacques le Chevallier (Sainte-Geneviève et Saint-Marcel, légués à la cathédrale par la famille du maître verrier en 2011). La visite se poursuit sur un plan incliné le long duquel sont exposées photographies et notices historiques sur la cathédrale. Ce chemin culmine sur une esplanade de 6 mètres de hauteur d'où l'on peut contempler la façade puis se termine en gradins d’une capacité de 800 places descendant vers les portails de la cathédrale où peuvent être contemplés spectacles et mises en lumière de la façade[3].